# Fátima (kommun i Brasilien, Tocantins)
Fátima är en kommun i Brasilien.   Den ligger i delstaten Tocantins, i den centrala delen av landet, 600 km norr om huvudstaden Brasília. Antalet invånare är 3 805.
Omgivningarna runt Fátima är huvudsakligen savann. Runt Fátima är det glesbefolkat, med 9 invånare per kvadratkilometer.